# Elijah Manangoi
Elijah Motonei Manangoi  (* 5. ledna 1993, Naroku) je keňský atlet, běžec, který se věnuje středním tratím., mistr světa v běhu na 1500 metrů z roku 2017.
Do světové špičky se dostal v roce 2015, na světovém šampionátu v Pekingu doběhl druhý ve finále běhu na 1500 metrů. V srpnu 2017 se v Londýně stal na této trati mistrem světa.

## Osobní rekordy
- Běh na 1 500 metrů – 3:28,80 (2017)